# Vsetínské vrchy
Die Vsetínské vrchy (deutsch Wsetiner Berge) sind ein Gebirgsrücken der Westbeskiden in Tschechien.

## Geographie
Er erstreckt sich östlich der Stadt Vsetín in Ostmähren zwischen den Tälern der Rožnovská Bečva und Vsetínská Bečva.
Nach Norden und Osten bildet die von der Rožnovská Bečva durchflossene Rosenauer Senke bis hinauf zum Makovský průsmyk (Makov-Pass) an der Grenze zur Slowakei eine natürliche Grenze zu den Mährisch-Schlesischen Beskiden. Am Makov-Pass stoßen die Wsetiner Berge mit der östlich gelegenen Turzovská vrchovina und den Javorníky zusammen. Das Tal der Vsetínská Bečva trennt die Wsetiner Berge im Süden von den Javorníky, im Südwesten von den Wisowitzer Bergen und im Westen von den Hosteiner Bergen. Im Nordwesten schließt sich das Beskidenvorland (Podbeskydská pahorkatina) und die von der Bečva durchflossene Mährische Pforte an.
Das Gebirge hat eine Ausdehnung von 338 km² und ist zu großen Teilen bewaldet. Höchste Erhebung ist mit 1024 m ü. M. die unweit des Makov-Passes gelegene Vysoká. Weitere Gipfel sind
der Soláň (861 m) und der Vsacký Cáb (824 m). An der Medůvka (608 m) befinden sich zwei Sandsteinfelsformationen, die zum Felsklettern genützt werden. Weitere Klettergebiete sind die Svantovítova skála an der Štípa (706 m) und die Valova skála am Snož (662 m).
Untergliedert werden die Wsetiner Berge in drei Untereinheiten, die Hornobečevská vrchovina, den Solaňský hřbet und die Valašskobystrická vrchovina.
Bedeutendste Städte sind Karolinka, Rožnov pod Radhoštěm, Valašské Meziříčí, Vsetín und Zubří. 
Entwässert wird das Gebirge im Wesentlichen durch die beiden Bečvas und die Bystřička.